# Elgaria multicarinata
Espèce
Synonymes
- Cordylus multicarinatus Blainville, 1835
- Tropidolepis scincicauda Skilton, 1849
- Gerrhonotus webbii Baird, 1858
- Gerrhonotus scincicauda ignava Van Denburgh, 1905
- Gerrhonotus scincicauda nanus Fitch, 1934

Statut de conservation UICN

 LC  : Préoccupation mineure
Elgaria multicarinata est une espèce de sauriens de la famille des Anguidae.

## Répartition
Cette espèce se rencontrent en Californie, en Oregon et au Washington aux États-Unis et en Basse-Californie au Mexique.

## Description

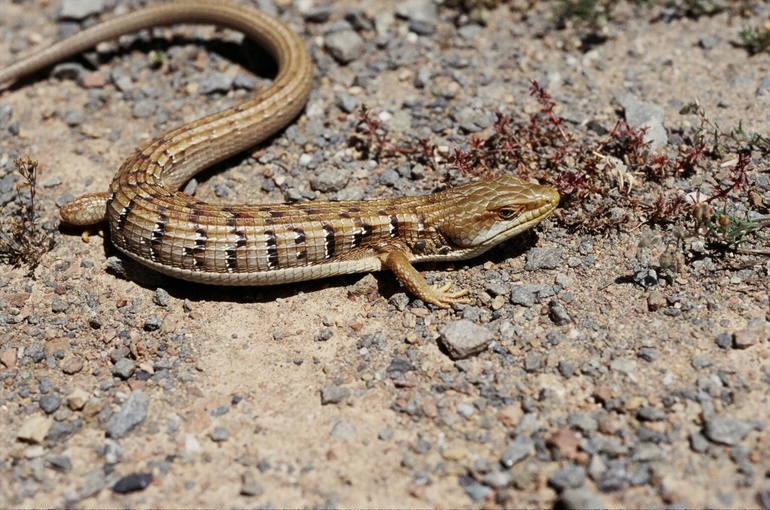
Elgaria multicarinata

Il vit dans des zones herbeuses, des forêts ainsi que dans les milieux urbains, et apprécie les zones plutôt humides. Il a une longue queue préhensile, faisant plus que la longueur du corps lui-même, et il peut atteindre 50 cm en tout.
Il consomme divers arthropodes, limaces, lézards et occasionnellement de petits oiseaux et des œufs (Stebbins, 2003).
Ils sont parfois élevés en captivité (terrariophilie), et semblent assez faciles à maintenir.

## Liste des sous-espèces
Selon The Reptile Database (30 mai 2012) :
- Elgaria multicarinata ignava (Van Denburgh, 1905)
- Elgaria multicarinata multicarinata (Blainville, 1835)
- Elgaria multicarinata nana (Fitch, 1934)
- Elgaria multicarinata scincicauda (Skilton, 1849)
- Elgaria multicarinata webbii (Baird, 1858)

## Publications originales
- Baird, 1859 "1858" : Description of new genera and species of North American lizards in the museum of the Smithsonian Institution. Proceedings of the Academy of Natural Sciences of Philadelphia, vol. 10, p. 253-256 (texte intégral).
- Blainville, 1835 : Description de quelques espèces de reptiles de la Californie précédée de l’analyse d’un système général d’herpétologie et d’amphibiologie. Nouvelles Annales du Muséum d'Histoire Naturelle, vol. 4, p. 233-296 (texte intégral).
- Fitch, 1934 : New alligator lizards from the Pacific Coast. Copeia, vol. 1934, p. 6-7.
- Skilton, 1849 : Description of two reptiles from Oregon. American Journal of Science and Arts, sér. 2, vol. 7, p. 202 (texte intégral).
- Van Denburgh, 1905 : The reptiles and amphibians of the islands of the Pacific Coast of North America from the Farallons to Cape San Lucas and the Revilla Gigedos. Proceedings of the California Academy of Sciences, sér. 3, vol. 4, no 1, p. 1-40 (texte intégral).